# Skinkesjön
Skinkesjön är en sjö i Aneby kommun och Nässjö kommun i Småland och ingår i Motala ströms huvudavrinningsområde. Sjön har en area på 0,105 kvadratkilometer och ligger 226 meter över havet. Sjön avvattnas av vattendraget Svartån.

## Delavrinningsområde
Skinkesjön ingår i det delavrinningsområde (640695-143901) som SMHI kallar för Inloppet i Vässledasjön. Medelhöjden är 273 meter över havet och ytan är 69,49 kvadratkilometer. Det finns ett delavrinningsområde uppströms, och räknas det in blir den ackumulerade arean 78,84 kvadratkilometer. Svartån som avvattnar avrinningsområdet har biflödesordning 2, vilket innebär att vattnet flödar genom totalt 2 vattendrag innan det når havet efter 215 kilometer. Delavrinningsområdet består mestadels av skog (69 procent) och jordbruk (15 procent). Avrinningsområdet har 0,3 kvadratkilometer vattenytor vilket ger det en sjöprocent på 0,4 procent.